# 鄧達斯 (新南威爾斯州)
邓达斯是澳洲悉尼北部的一个区，在悉尼中央商业区的西北方向22公里处。该区属于新南威尔士州的帕拉玛塔市，以茂盛的绿色植物而出名，尤其是沿着萨比科塘溪的步道。

## 历史
邓达斯及其周边地区最初被称为“池塘”，这在“塘溪”的名字中可以得到体现。悉尼的第一个在1971年被批准的私人土地位于现在的邓达斯东北部，邻接邓达斯谷与厄明顿。
邓达斯这个名字是在1799年第一次在这个区开始使用，是以苏格兰的邓达斯家族来命名的。有100多个地方是以他们命名的，其中的大多数地方属于从前的大英帝国。

## 人口
根據2016年人口普查，邓达斯有4,740名居民，48.3％出生於澳洲。其他常見的有：中國（12.0％）、韓國（6.5％）。46.4％的人家裡只說英語。其他常用的語言：官話（13.2％）、韓語（8.0％）、粵語（7.4％）和阿拉伯語（2.6％）。最常見的宗教反應是無宗教（27.4％）和天主教（25.0％）。大多數家庭組成是一般家庭（77.8％），有18.6％是單身。

## 公共交通
邓达斯火车站属于悉尼铁路系统的卡林福特线，往南走是来德米尔站，往北走是特洛皮站。火车站位于车站街及通过一条小道与吻点路相连。经过邓达斯的公交车有：从帕拉玛塔到查茨伍德经停吻点路的545号车，从帕拉玛塔到伊斯特伍德经停帕克路的521号车以。

## 学校
圣帕特里克圣母学院，位于柯比街，是一所天主教中学，也是邓达斯三叶草JRLFC足球俱乐部的东道主。
邓达斯公共学校位于吻点路，在科尔德路对面。

## 教堂
当地圣公会教会周六晚在特洛皮开会，周日在邓达斯开会。山达基教会的悉尼勒戒中心也在邓达斯。